# Elizabeth Waldegrave (1760)
Elizabeth Laura Waldegrave, contessa di Waldegrave (25 marzo 1760 – Twickenham, 29 gennaio 1816), è stata una nobildonna britannica.

## Biografia

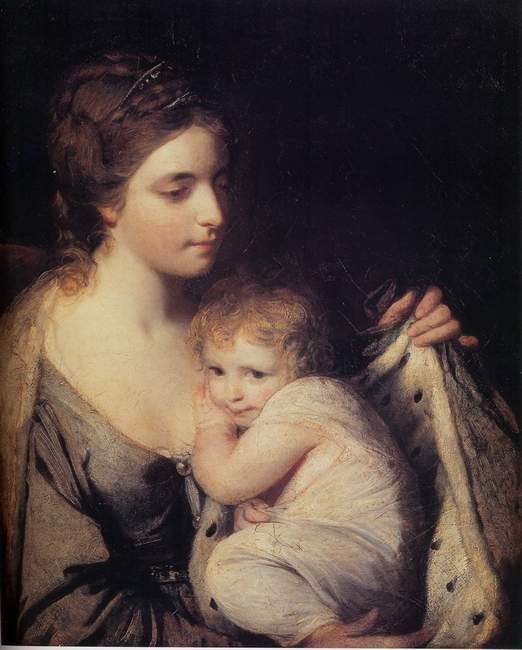
Lady Elizabeth e sua madre, Maria Walpole, di Sir Joshua Reynolds, 1761.

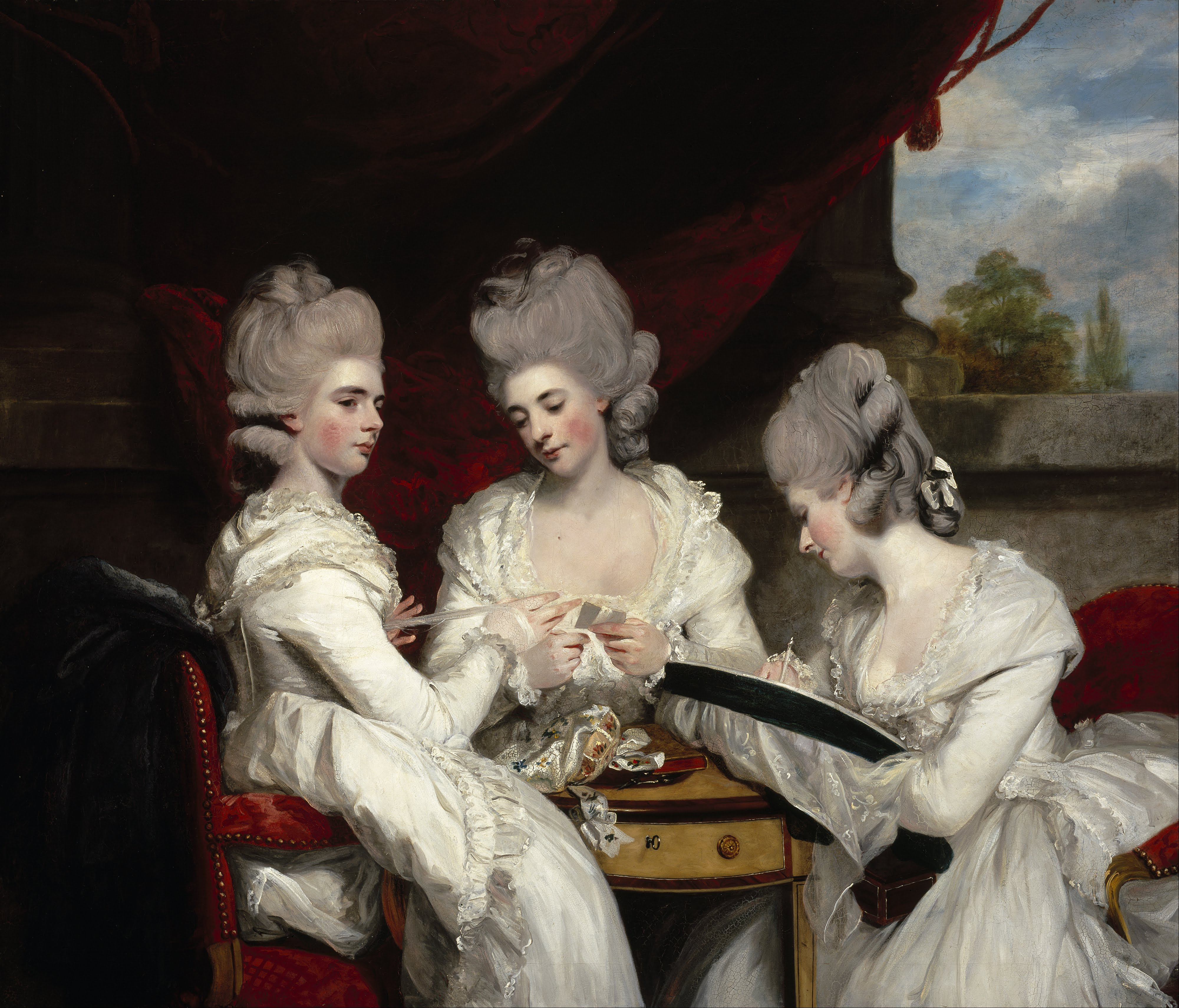
Ladies Waldegrave

Era la figlia maggiore dello statista James Waldegrave, II conte Waldegrave, e di sua moglie, Maria Walpole, figlia illegittima di Sir Edward Walpole, e della sua amante, Dorothy Clement.
Quando aveva tre anni suo padre morì. Successivamente lei e le sue sorelle si trasferirono nel castello di Ragman, a Twickenham.
Il 6 settembre 1766, la madre sposò, in seconde nozze, e in segreto, il principe Guglielmo Enrico, duca di Gloucester ed Edimburgo, un membro della famiglia reale britannica, fratello minore del re Giorgio III.
È stata Lady of the Bedchamber della principessa Carlotta. Durante la malattia di Giorgio III (1788-1789), rimase al fianco della regina.

## Matrimonio
Sposò, il 5 maggio 1782, George Waldegrave, visconte Chewton. Ebbero cinque figli:
- Lady Maria Wilhelmina Waldegrave (1783-20 febbraio 1805), sposò Nathaniel Micklethwaite, ebbero una figlia;
- George Waldegrave, V conte Waldegrave (13 luglio 1784-29 giugno 1794);
- John Waldegrave, VI conte Waldegrave (31 luglio 1785-28 settembre 1846);
- Lord Edward William Waldegrave (29 agosto 1787-22 gennaio 1809);
- William Waldegrave, VIII conte Waldegrave (27 ottobre 1788-24 ottobre 1859).

## Morte
Il 22 ottobre 1789, Elizabeth rimase vedova, all'età di 29 anni.
Morì nella sua villa gotica, Strawberry Hill, a Twickenham, il 29 gennaio 1816, all'età di 55 anni ed è stata sepolta accanto a suo marito a Great Packington.

## Ascendenza
|                                       |                                   |                               | Genitori                                          |  |  | Nonni |  |  | Bisnonni                              |  |  | Trisnonni                             |  |
|                                       |                                   |                               |                                                   |  |  |       |  |  | Henry Waldegrave, I barone di Chewton |  |  | Sir Charles Waldegrave, III baronetto |  |
|                                       |                                   |                               |                                                   |  |  |       |  |  | Henry Waldegrave, I barone di Chewton |  |  | Sir Charles Waldegrave, III baronetto |  |
|                                       |                                   | Eleanor Englefield            |                                                   |  |  |       |  |  | Henry Waldegrave, I barone di Chewton |  |  |                                       |  |
| James Waldegrave, I conte Waldegrave  |                                   |                               |                                                   |  |  |       |  |  | Henry Waldegrave, I barone di Chewton |  |  |                                       |  |
|                                       |                                   | Lady Henrietta FitzJames      | James II, re d'Inghilterra, di Scozia e d'Irlanda |  |  |       |  |  |                                       |  |  |                                       |  |
|                                       |                                   | Lady Henrietta FitzJames      | James II, re d'Inghilterra, di Scozia e d'Irlanda |  |  |       |  |  |                                       |  |  |                                       |  |
|                                       |                                   | Lady Henrietta FitzJames      | Arabella Churchill                                |  |  |       |  |  |                                       |  |  |                                       |  |
| James Waldegrave, II conte Waldegrave |                                   | Lady Henrietta FitzJames      |                                                   |  |  |       |  |  |                                       |  |  |                                       |  |
|                                       |                                   | Sir John Webbe, III baronetto | Sir John Webbe, II baronetto                      |  |  |       |  |  |                                       |  |  |                                       |  |
|                                       |                                   | Sir John Webbe, III baronetto | Sir John Webbe, II baronetto                      |  |  |       |  |  |                                       |  |  |                                       |  |
|                                       |                                   | Sir John Webbe, III baronetto | Mary Blomer                                       |  |  |       |  |  |                                       |  |  |                                       |  |
| Mary Webbe                            |                                   | Sir John Webbe, III baronetto |                                                   |  |  |       |  |  |                                       |  |  |                                       |  |
|                                       |                                   | Barbara Belasyse              | John Belasyse, I barone Belasyse                  |  |  |       |  |  |                                       |  |  |                                       |  |
|                                       |                                   | Barbara Belasyse              | John Belasyse, I barone Belasyse                  |  |  |       |  |  |                                       |  |  |                                       |  |
|                                       |                                   | Barbara Belasyse              | Lady Anne Paulet                                  |  |  |       |  |  |                                       |  |  |                                       |  |
| Lady Elizabeth Waldegrave             |                                   | Barbara Belasyse              |                                                   |  |  |       |  |  |                                       |  |  |                                       |  |
|                                       | Robert Walpole, I conte di Orford | Robert Walpole                |                                                   |  |  |       |  |  |                                       |  |  |                                       |  |
|                                       | Robert Walpole, I conte di Orford | Robert Walpole                |                                                   |  |  |       |  |  |                                       |  |  |                                       |  |
|                                       | Robert Walpole, I conte di Orford | Mary Burwell                  |                                                   |  |  |       |  |  |                                       |  |  |                                       |  |
| Sir Edward Walpole                    | Robert Walpole, I conte di Orford |                               |                                                   |  |  |       |  |  |                                       |  |  |                                       |  |
|                                       |                                   | Catherine Shorter             | Sir John Shorter                                  |  |  |       |  |  |                                       |  |  |                                       |  |
|                                       |                                   | Catherine Shorter             | Sir John Shorter                                  |  |  |       |  |  |                                       |  |  |                                       |  |
|                                       |                                   | Catherine Shorter             | Elizabeth Phillips                                |  |  |       |  |  |                                       |  |  |                                       |  |
| Mary Walpole                          |                                   | Catherine Shorter             |                                                   |  |  |       |  |  |                                       |  |  |                                       |  |
|                                       |                                   | Hammond Clement               | John Clement                                      |  |  |       |  |  |                                       |  |  |                                       |  |
|                                       |                                   | Hammond Clement               | John Clement                                      |  |  |       |  |  |                                       |  |  |                                       |  |
|                                       |                                   | Hammond Clement               | …                                                 |  |  |       |  |  |                                       |  |  |                                       |  |
| Dorothy Clement                       |                                   | Hammond Clement               |                                                   |  |  |       |  |  |                                       |  |  |                                       |  |
|                                       |                                   | Priscilla Clement             | …                                                 |  |  |       |  |  |                                       |  |  |                                       |  |
|                                       |                                   | Priscilla Clement             | …                                                 |  |  |       |  |  |                                       |  |  |                                       |  |
|                                       |                                   | Priscilla Clement             | …                                                 |  |  |       |  |  |                                       |  |  |                                       |  |
|                                       |                                   | Priscilla Clement             |                                                   |  |  |       |  |  |                                       |  |  |                                       |  |